# MMM Roberto

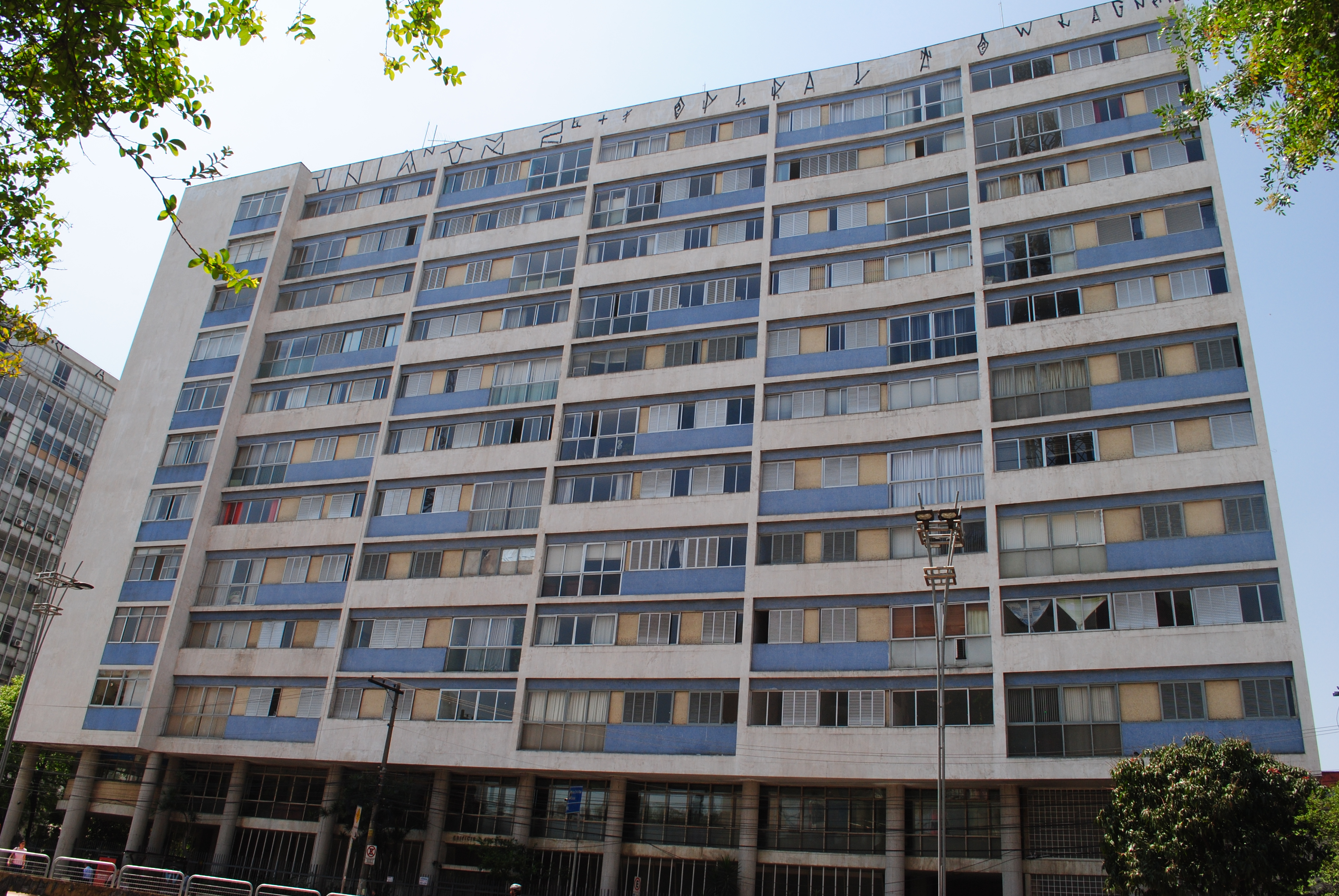
Edificio Anchieta (1941), São Paulo

MMM Roberto fue un estudio de arquitectura brasileño, formado por los hermanos Marcelo, Milton y Maurício Roberto. Fue fundado en 1930 en Río de Janeiro por el hermano mayor, Marcelo. Junto con Lúcio Costa, Oscar Niemeyer y Affonso Eduardo Reidy fueron los principales exponentes de la arquitectura racionalista en Río de Janeiro.

## Trayectoria
Los hermanos Marcelo Roberto (Río de Janeiro, 1908-ibidem, 1964), Milton Roberto (Río de Janeiro, 1914-ibidem, 1953) y Maurício Roberto (Río de Janeiro, 1921-ibidem, 1996) fueron tres arquitectos brasileños. Nacieron con el apellido Baptista, hijos de Roberto Otto Baptista y de Turíbia Moitinho Doria; sin embargo, Marcelo empezó a usar el nombre de pila de su padre como apellido en homenaje al mismo, una vez fallecido. El estudio fue fundado en Río de Janeiro en 1930 por el hermano mayor, Marcelo, con el nombre M Roberto; en 1934 se incorporó Milton y el despacho pasó a llamarse MM Roberto; en 1937 se añadió Maurício y la firma pasó a ser MMM Roberto.
Marcelo estudió en la Escuela de Bellas Artes de Río de Janeiro, donde se tituló en 1929. Se inició construyendo casas y pequeños edificios. En 1931 presentó su «casa moderna» en el I Salón de Arquitectura tropical, que suscitó un gran interés. En 1936, ya conjuntamente con su hermano Milton, ganaron el concurso para la sede de la Asociación de la Prensa brasileña, la primera gran realización del racionalismo en su país, de influencia lecorbusieriana. Al año siguiente, una vez incorporado Maurício, ganaron igualmente el concurso para el aeropuerto Santos Dumont en Río de Janeiro, que marcó los rasgos estilísticos del racionalismo carioca: horizontalidad, ligereza, elegancia, espacios interiores flexibles, asentamiento sobre pilotis.
Otras obras destacadas suyas fueron el Instituto Brasileño de Seguros (1941) y la colonia de vacaciones para el mismo instituto (1943), reseñada por la crítica inglesa como una de las veinte obras de arquitectura moderna más representativas a nivel mundial. Fueron autores también de los edificios Seguradores (1949) y Marquês de Herval (1952) en Río de Janeiro; el plan de expansión de Túnez (1958); el centro turístico de Arenzano en Italia (1964); y el Centro de Registro de Datos del Banco de Brasil en São Paulo (1970).
El hijo de Maurício, Márcio Roberto, mantiene el estudio con el nombre de M Roberto.